# Seznam uzlů
Toto je seznam některých z nejběžnějších uzlů.

## Seznam uzlů s vyobrazením
| Uzel                   | Popis | Obrázek |
| ---------------------- | --- | ------- |
| Ambulanční spojka      | Uzel sloužící ke svázání dvou provazů nebo šátku, často používaný pro sutury. Při vyšším zatížení nespolehlivý.                                                                                            |         |
| Dračí smyčka           | Uzel, pokud je doplněn pojistným uzlem, je používaný převážně v horolezectví, ale má mnoho dalších využití i variant. Kvůli jeho důležitosti se mu často přezdívá král uzlů.                               |         |
| Liščí smyčka           | Uzel užívaný k připevnění lana k libovolnému předmětu bez ostrých hran. Spolehlivý pouze při zatížení obou pramenů.                                                                                        |         |
| Lodní smyčka           | Uzel široce užívaný v jachtingu, jako kotvící uzel v horolezectví, ale využití má v mnoha dalších oborech. Při zatížení jednoho pramene spolehlivý pouze na válcovém předmětu při koeficientu tření >0,24. |         |
| Očko                   | Uzel využívaný jako zarážka na konci lana nebo pojistný uzel. Lepší je dvojitá varianta. |         |
| Osmičkový uzel         | Uzel využívaný jako zarážka na konci lana. Oko vytvořené na dvojitém lanu často slouží ke kotvení nebo navazování, ale v obvodovém zatížení je nespolehlivé.                                               |         |
| Poloviční lodní smyčka | Uzel používaný především pro jištění v horolezectví. Nouzově lze přes něj i slaňovat. |         |
| Prusíkův uzel          | Uzel využívaný v horolezectví pro výstup na laně nebo zajištění. Často používané jsou excentrické varianty. Široké využití má v outdooru i jiných oborech pro posuvné upevnění na laně.                    |         |
| Rybářská spojka        | Uzel mnohdy doporučovaný ke svazování kluzkých lan, na kterých ale často nedrží. Lepší je dvojitá nebo trojitá varianta. Po zatažení se hůře povolují.                                                     |         |
| Škotová spojka         | Uzel používaný ke svázání nestejně silných lan nebo k navázání lana na cíp plachty. Bez dalšího zajištění je spolehlivý pouze při stálém zatížení.                                                         |         |
| Uzel dobrého skutku    | Dekorativní a mnemonický uzel užívaný na svázání skautského šátku při absenci turbánku. |         |
| Josefínský uzel        | Uzel sloužící ke svázání dvou silných lan nebo kabelů. |         |
| Vůdcovský uzel         | Uzel pro vytvoření pevného oka na smyčce nebo uprostřed lana. Často se používá i pro spojení lan při slaňování.                                                                                            |         |
| Zkracovačka            | Uzel používaný na zkrácení lana. Bez dalšího zajištění drží pouze při stálém tahu. |         |